# Rhaphidophora teysmanniana
Rhaphidophora teysmanniana är en kallaväxtart som beskrevs av Adolf Engler och Kurt Krause. Rhaphidophora teysmanniana ingår i släktet Rhaphidophora och familjen kallaväxter. Inga underarter finns listade.